# Saint-Mihiel
Saint-Mihiel ist eine Gemeinde im Nordosten Frankreichs im Département Meuse in der Region Grand Est (bis 2015 Lothringen).

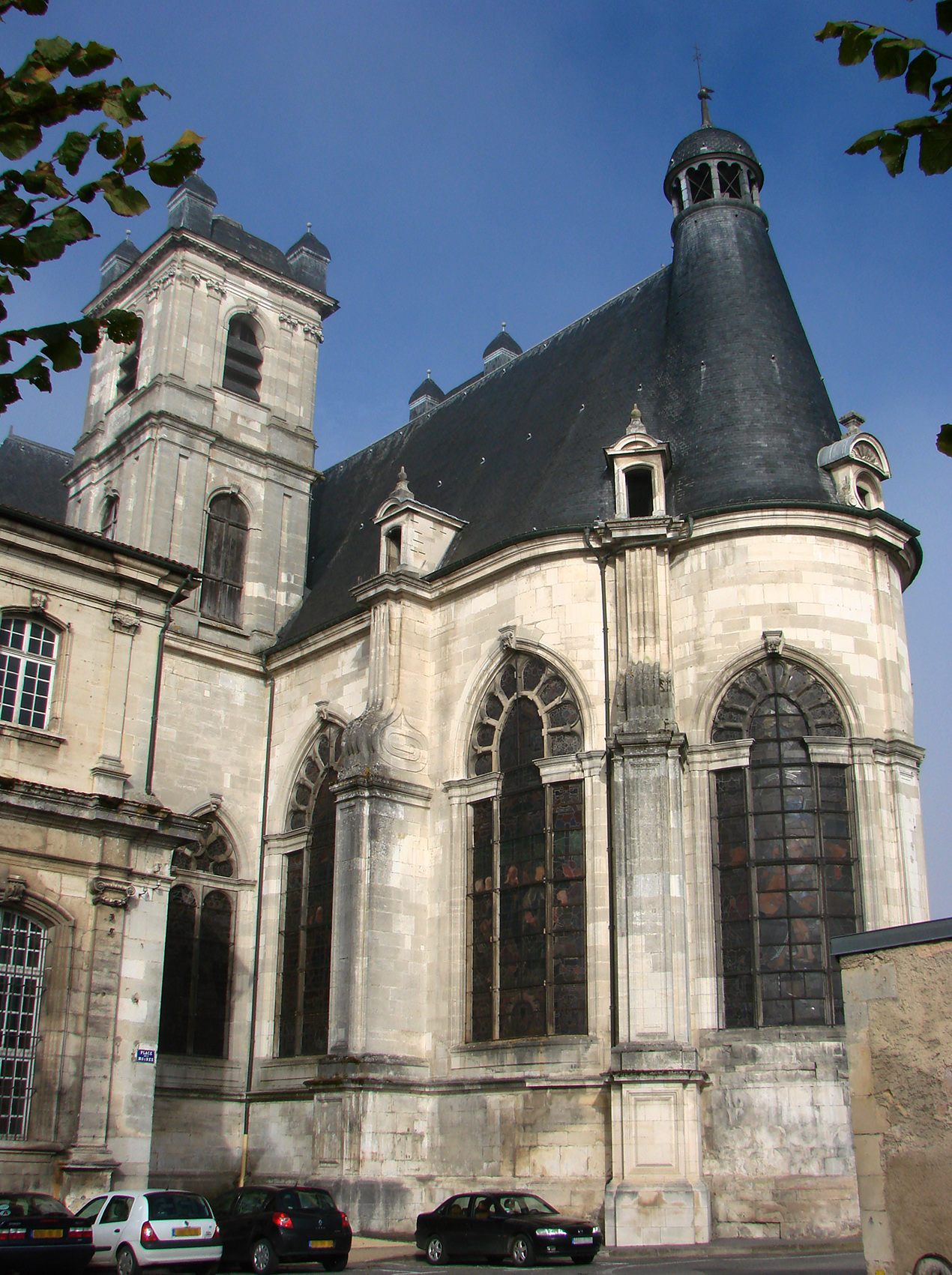
Abteikirche St. Michael

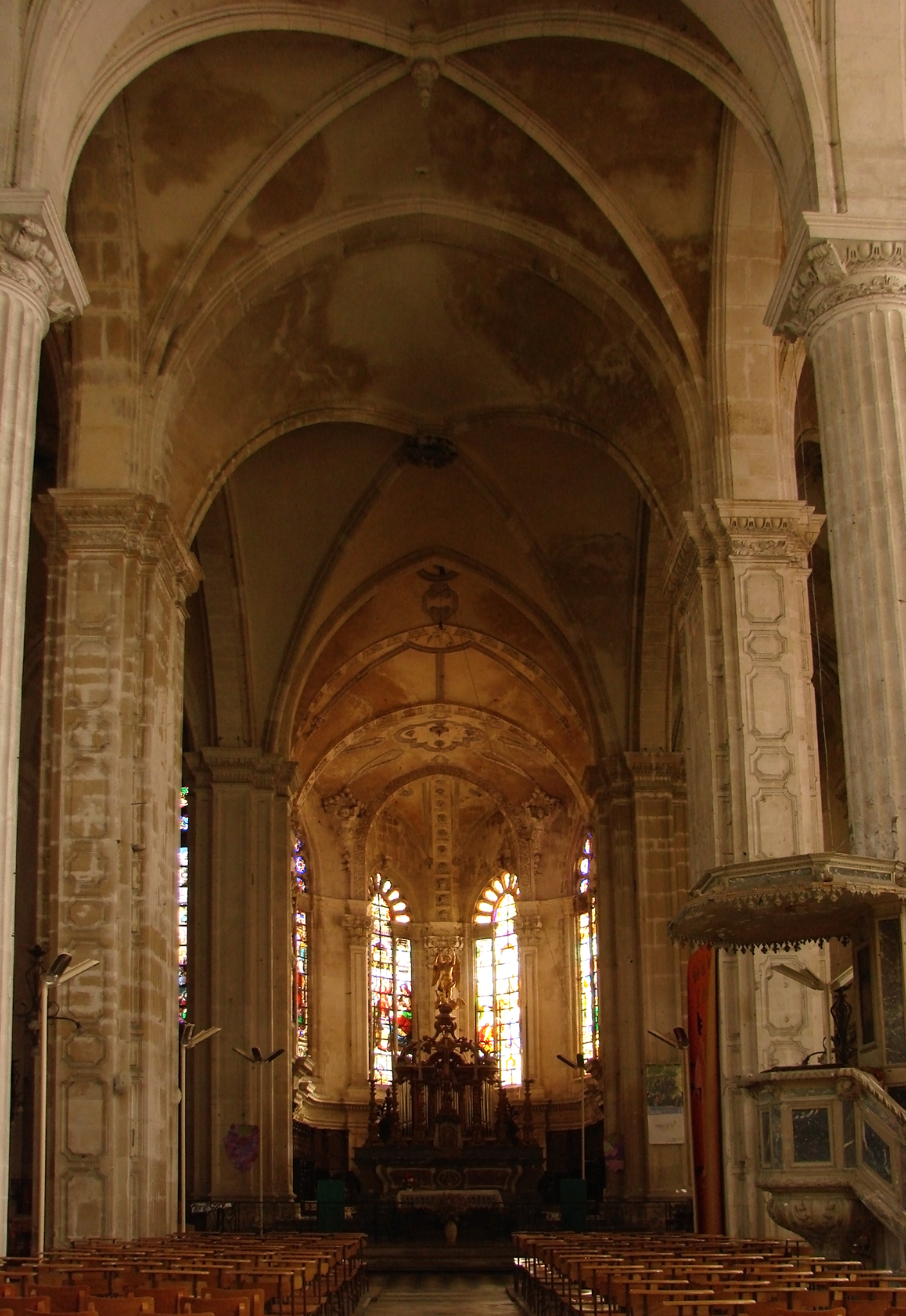
Innenansicht der Kirche

Das durch Granatenbeschuss im Ersten Weltkrieg stark zerstörte Saint-Mihiel im September 1918

## Geografie
Die Kleinstadt liegt am Fluss Maas (frz: Meuse), sowie am parallel verlaufenden Schifffahrtskanal Canal de la Meuse (früher: Canal de l’Est, branche Nord). Die Gemeinde zählt 3848 „Sammielloises“ genannte Einwohner (Stand 1. Januar 2022) und besitzt eine Fläche von 32,99 km². Sie liegt teilweise im Regionalen Naturpark Lothringen. Die ehemalige Route nationale 64 durchquert den Ort in Nord-Süd-Richtung.

## Geschichte
Im Ersten Weltkrieg befand sich die Stadt unmittelbar an der Frontlinie. Über Jahre bestand dort ein heftig umkämpfter deutscher Frontvorsprung.
Die schwersten Kämpfe ereigneten sich im Herbst 1914 bei der Einnahme von Saint-Mihiel durch die Deutschen, im April 1915 während der Osterschlacht zwischen Maas und Mosel sowie im September 1918, als nach der Schlacht von St. Mihiel die deutschen und österreichisch-ungarischen Truppen nach dem Angriff der alliierten Franzosen und Amerikaner die Gegend endgültig räumten.

### Bevölkerungsentwicklung
| Jahr      | 1962 | 1968 | 1975 | 1982 | 1990 | 1999 | 2007 | 2019 |
| Einwohner | 5253 | 5295 | 5572 | 5525 | 5367 | 5251 | 4816 | 4039 |

## Kultur
In Saint-Mihiel gibt es bedeutende Arbeiten des Bildhauers Ligier Richier (siehe Ohnmacht Mariens).
Saint-Mihiel wird in Victor Hugos Les Misérables de Victor Hugo, 3. Teil (Marius), 7. Buch, 3. Kapitel (Patron-Minette) erwähnt. Dort sagt er bezüglich Babets: „Er hat den Vaudeville in Saint-Mihiel gespielt.“

## Sehenswürdigkeiten

### Bibliothek der Benediktinerabtei
Die Bibliothek der Benediktinerabtei wurde in der Zeit der Karolinger gegründet. Die ersten Manuskripte und Bücher wurden zu dieser Zeit im Auftrag der Kirche gesammelt. Die Zahl der Bücher nahm vor allem nach der Erfindung des Buchdrucks im 15. Jahrhundert stark zu. Nach mehreren Umzügen wurde die Sammlung 1775 in den heutigen Sälen eingerichtet. Trotz Vernachlässigungen in den unruhigen Jahren um 1791 ist die Sammlung immer noch in hervorragendem Zustand. 1848 wurde die Bibliothek von der Stadt Saint-Mihiel übernommen.
Neben den Büchern sind auch die zwei 5 Meter hohen Säulen der Bibliothek sehenswert. Die Decken sind reich mit Stuck verziert, auf denen die vier Jahreszeiten, die vier Elemente und vier der fünf Kontinente dargestellt sind.
Die Sammlung umfasst 8780 Bücher darunter 74 Manuskripte aus dem 9. bis 16. Jahrhundert. Besonders hervorzuheben sind 86 Inkunabeln. Ungefähr 6000 Bände sind aus der Benediktiner-Abtei von Saint-Mihiel übernommen worden. Die Werke haben nicht nur religiösen Inhalt, sondern behandeln auch Geschichte, Literatur, Recht, Wissenschaften und Reisen.
Im Südflügel der Bibliothek ist das Musée d’Art Sacré de la Meuse untergebracht. Diese Sammlung sakraler Gegenstände hat vor allem den Zweck, die in verschiedenen ländlichen Kirchen verstreuten Kunstgegenstände zu sammeln und zu schützen.

### Sonstige
Von den Kalkfelsen am Nordrand von Saint-Mihiel ergibt sich ein hervorragender Ausblick auf den Ort und das Maastal.

## Persönlichkeiten
- Smaragd von Saint-Mihiel stand ab etwa 805, sicherlich ab 812, bis zu seinem Tode um 830 dem Kloster von Saint-Mihiel als Abt vor. Er war der Autor des „Liber in partibus Donati“ (Zur Grammatik des Donat), einer lateinischen Grammatik.[1]
- Ligier Richier wurde um 1500 in Saint-Mihiel geboren. Viele Werke dieses Bildhauers sind in Lothringen erhalten. Richier starb 1567 in Genf.
- Albert Girard wurde 1595 in St. Mihiel geboren. Der Mathematiker starb als evangelischer Glaubensflüchtling 1632 im niederländischen Leiden.
- Benoît de Maillet wurde am 12. April 1656 in Saint-Mihiel geboren. Maillet war französischer Konsul in Ägypten und Inspektor der Établissement public in der Levante. Außerdem verfasste er unter dem Pseudonym feu M. de M*** eine 1748 postum veröffentlichte evolutionistische Theorie der Erde, die die Naturwissenschaftler der Aufklärung beeinflusste. Das Werk trug den Titel Telliamed ou Entretiens d’un philosophe indien avec un missionnaire français sur la diminution de la mer, la formation de la terre, l’origine de l’homme. Maillet starb am 30. Januar 1738 in Marseille.
- Jean Bérain der Ältere wurde 1640 in St. Mihiel geboren. Der Maler, Zeichner und Kupferstecher starb 1711 in Paris.
- Nicolas Lebel wurde 1838 in St. Mihiel geboren. Der Offizier und Waffentechniker starb 1891 in Vitré (Ille-et-Vilaine).
- Jeanne Leleu wurde 1898 in St. Mihiel geboren. Die Komponistin starb 1979 in Paris.
- Ceslas Spicq (1901–1992), Dominikanerbruder und Hochschullehrer in Belgien, Spanien und in der Schweiz
- Anatol, um 450 Bischof von Cahors, wurde 1253 nach St. Mihiel in die Abteikirche St. Michel überführt; in der katholischen Kirche als Heiliger verehrt.
- Michel Périn (* 1957), Rallyebeifahrer

## Gemeindepartnerschaft
- Enkenbach-Alsenborn in Rheinland-Pfalz, seit dem 9. Oktober 1983